# De Última à Primeira (álbum de Titica)
De Última à Primeira é o segundo álbum da cantora Angolana Titica. O álbum foi antecedido pelo lançamento de alguns singles promocionais que foram incorporados à sua tracklist.

## Antecedentes
A produção do álbum foi antecedida pelo lançamento da música "Don't Touch Me", em 2012, que foi incorporada à tracklist do álbum. Com elementos dos gêneros musicais Zouk e Kizomba, a música foi lançada em 18 de Outubro de 2012. A Produtora Moopie ficou a cargo da produção do videoclipe para essa canção, que foi dirigido por David Francisco e Maria João Carvalho, e cuja estreia ocorreu em 15 de dezembro de 2012.

## Desenvolvimento
O álbum começou a ser desenvolvido em meados de 2013 e seu lançamento se deu em 2014. O primeiro single foi "Tou na Parede", do gênero Kuduro, produzida pelo DJ Devictor, e contou com a participação da cantora Angolana Ary. "Tou na Parede" foi lançada em 23 de Maio de 2013  e seu videoclipe estreou em 14 de Outubro do mesmo ano.
O segundo single foi a música "Motema Ngay", Kizomba cantada majoritariamente em Lingala, com algumas frases em Português e em Francês. O lançamento da música ocorreu em 10 de Dezembro de 2013 e do videoclipe em 19 de Janeiro de 2014.

## Composição
As faixas foram compostas por diversos artistas Angolanos. Dentre eles, Paulo Flores, um dos artistas mais prestigiados do país, que escreveu a faixa Makongo, na qual também atuou vocalmente. O arranjo de saxofone, presente nesse música, foi composto pelo músico Nanuto.

## Faixas
| N.º            | Título                                   | Compositor(es)               | Duração |  |
| 1.             | "Mãe (feat. Edmásia)"                    | Titica Pé Quente             | 5:03    |  |
| 2.             | "Makongo (feat. Paulo Flores)"           | Paulo Flores                 | 5:10    |  |
| 3.             | "Procura o Brinco"                       | Jorge Rei da Selva Titica    | 4:21    |  |
| 4.             | "Puxa Katuta"                            | Mona Star Titica             | 3:07    |  |
| 5.             | "Motema Ngay"                            | Punidor                      | 3:56    |  |
| 6.             | "Olha o Meu Balão"                       | Jorge Rei da Selva Mona Star | 3:14    |  |
| 7.             | "To na Parede (feat. Ary)"               | Jorge Rei da Selva           | 4:37    |  |
| 8.             | "Você Manda Fogo"                        | Landrick                     | 3:03    |  |
| 9.             | "Agribregredy Mix (feat. Karina Santos)" | Father Mack                  | 4:38    |  |
| 10.            | "Zulas Contra Zuatas"                    | Puto Português               | 3:11    |  |
| 11.            | "Mono Tikny"                             | Mona Star                    | 2:48    |  |
| 12.            | "Levanta o Peito"                        | Rapon Titica                 | 6:14    |  |
| 13.            | "Don't Touch Me"                         | Titica Vânia                 | 3:20    |  |
| Duração total: | Duração total:                           | Duração total:               | 52:42   |  |